# Rheumaptera veternata
Rheumaptera veternata là một loài bướm đêm trong họ Geometridae.